# Livio Stadler
Livio Stadler (* 26. März 1998 in Steinhausen ZG) ist ein Schweizer Eishockeyspieler, der seit Juli 2017 erneut beim EV Zug aus der Schweizer National League unter Vertrag steht und dort auf der Position des Verteidigers spielt. Mit dem EVZ gewann Stadler in den Jahren 2021 und 2022 jeweils die Schweizer Meisterschaft.

## Karriere
Livio Stadler, der Sohn des ehemaligen Eishockeyprofis Peter Stadler, der lange beim EV Zug unter Vertrag stand, wurde in der Nachwuchsbewegung des EVZ ausgebildet. Während des Spieljahres 2015/16 bestritt er erste Einsätze für Zug in der National League A (NLA).
Die Saison 2016/17 verbrachte Stadler auf Leihbasis in Schweden, wo er für Luleå HF zwei Partien in der Svenska Hockeyligan (SHL) absolvierte, hauptsächlich aber in der Juniorenmannschaft spielte. Anschliessend kehrte er zu seinem Heimatverein zurück. Mit dem EVZ gewann er in der Folge im Jahr 2019 den Schweizer Cup sowie in den Jahren 2021 und 2022 jeweils die Schweizer Meisterschaft.

## Erfolge und Auszeichnungen
- 2019 Schweizer Cupsieger mit dem EV Zug
- 2019 Schweizer Vizemeister mit dem EV Zug
- 2021 Schweizer Meister mit dem EV Zug
- 2022 Schweizer Meister mit dem EV Zug

## Karrierestatistik
Stand: Ende der Saison 2024/25

### International
Vertrat die Schweiz bei:
| - Europäisches Olympisches Winter-Jugendfestival 2015 - U18-Junioren-Weltmeisterschaft 2015 - Ivan Hlinka Memorial Tournament 2015 | - U18-Junioren-Weltmeisterschaft 2016 - U20-Junioren-Weltmeisterschaft 2017 |

(Legende zur Spielerstatistik: Sp oder GP = absolvierte Spiele; T oder G = erzielte Tore; V oder A = erzielte Assists; Pkt oder Pts = erzielte Scorerpunkte; SM oder PIM = erhaltene Strafminuten; +/− = Plus/Minus-Bilanz; PP = erzielte Überzahltore; SH = erzielte Unterzahltore; GW = erzielte Siegtore; 1 Play-downs/Relegation; Kursiv: Statistik nicht vollständig)